# Ашукін Анатолій Анатолійович
Ашукін Анатолій Анатолійович (нар. 5 липня 1892, Москва — пом. 1964, Харків) ― український бібліотекар, бібліотекознавець, педагог, представник харківської наукової школи бібліотечного фондознавства.

## Біографія
Анатолій Анатолійович Ашукін народився 5 липня 1892 року в Москві. Ще в дитинстві з батьками переїхав з Москви до Харкова. Його батько був освіченою людиною, успішним підприємцем, займався благодійною діяльністю, за що отримав звання почесного громадянина міста Харкова.
Дитинство пройшло на околиці Харкова, у селі Основа. Родина жила неподалік від садиби Г. Квітки-Основ'яненко. Анатолій навчався в 4-й чоловічій гімназії на Москалівці (вул. Мар'їнська). Навчався успішно, але відмінником не був. Під час навчання в гімназії його батько збанкрутів. Молодому юнаку довелося утримувати сім'ю, займаючись репетиторством.
У 1912—1917 роках Анатолій навчався на історико-філологічному факультеті Харківського імператорського університету. Його викладачами були Д. І. Багалій, М. Ф. Сумцов, І. В. Нетушил, В. П. Бузескул та інші. Влітку 1917 року він одержав університетський диплом, одружився.
У 1922 році почав працювати в бібліотеці. Обіймав посаду класифікатора у 5-й міській бібліотеці (Основа), завідував бібліотекою клубу міліції та бібліотекою Будинку вчителя.
А. А. Ашукін почав публікуватися у фахових журналах зі статтями про нагальні проблеми масових (профспілкових) книгозбірень. Одна з його найперших публікацій «У боротьбі за збереження книжки» була присвячена соціальним факторам їх побутування, вона була написана на прикладі бібліотеки Будинку вчителя. Ця бібліотека брала участь у ліквідації неписьменності, шефствувала над Золочівським районом Харківщини у сфері бібліотечного обслуговування.
У 1939 році бібліотекар був запрошений працювати в Харківський державний бібліотечний інститут. На той час тут викладали: Є. П. Тамм, Д. М. Лекаренко, О. А. Майборода, Н. Я. Фрідьєва, Р. Б. Гуревич та інші. А. А. Ашукін почав викладати в бібліотечному інституті організацію бібліотечних фондів і каталогів за сумісництвом, ще залишаючись завідувачем бібліотеки Будинку вчителя. У 1941 році після окупації міста, він залишився в Харкові, доглядав за бібліотекою та опікувався родиною. А. А. Ашукін як завідувач бібліотекою був змушений ще багато років після війни виплачувати державі за збитки, заподіяні його бібліотеці окупантами.
У 1944 році А. А. Ашукін обійняв посаду викладача кафедри бібліотекознавства при Харківському державному педагогічному інституті. А з 1947 року, коли відновив свою діяльність ХДБІ, він почав працювати на посаді старшого викладача. Поєднував викладання курсу «Бібліотечні фонди та каталоги» з практикою бібліотечної справи, неодноразово виступав з доповідями та лекціями про бібліотечну каталогізацію на нарадах і семінарах в УРСР та Харківщини.
У 1953 р. А. А. Ашукіна призначили завідувачем кафедри бібліотечних фондів і каталогів. Під його керівництвом на кафедрі зміцнилося науково-методичне забезпечення фондознавчої підготовки майбутніх фахівців, з'явилися перші видання програмних матеріалів і текстів лекцій. Завідувач кафедри одним з перших підготував й опублікував низку методичних вказівок для заочників, неодноразово робив доповіді на наукових щорічних конференціях ХДБІ. У 1958 році під редакцією А. А. Ашукіна вийшли друком навчальний посібник «Організація бібліотечних фондів і каталогів» авторів О. С. Сокальського і В. М. Турова, лекція Є. П. Тамма «Методи комплектування бібліотечних фондів». У лютому 1959 році науковці ХДБІ прослухали його доповідь «До питання радянської бібліотечної класифікації». На початку 1960-х років вийшли друком лекції А. А. Ашукіна, присвячені питанням комплектування бібліотечних фондів, системи й типології фондів бібліотек СРСР. Його праця була відзначена почесними грамотами та подяками, зокрема й Міністерства культури УРСР.
У 1963 році Ашукін за станом здоров'я вийшов на пенсію. Пішов з життя у 1964 році.

## Науковий доробок
- Бібліотека будинку робітників освіти [Харків] // Б-ка у соціалістичному будівництві. — 1934. — № 1. — С. 32–33.
- Ашукін А. У боротьбі за збереження книжки / А. Ашукін // Б-ка у соціалістичному будівництві. — 1935. — № 1. — С. 24–29.
- Ашукін А. А. Микрокнига в бібліотеках СРСР / А. А. Ашукін // Тезисы докладов на теоретической конф. Харьковского государственного библиотечного института / ХГБИ. — Харків, 1948. — С. 18–19.
- Сокальський О. С. Організація бібліотечних фондів і каталогів / О. С. Сокальський, В. М. Туров ; під ред. А. А. Ашукіна. — Харків: ХДБІ, 1958. — 230 с.
- Бібліотечні каталоги. Вип. 1. Алфавитній каталог: метод. вказівки для студентів заочного від. з курсу «Бібліотечні фонди і каталоги» / ХДБІ ; склав А. А. Ашукін. — Харків, 1959. — 31 с.
- Ашукін А. А. Деякі питання вивчення спеціальної методики класифікації творів друку / А. А. Ашукін // Конф., присвячена підсумкам наукової роботи за 1959 рік (4-6 лютого 1960 р.) / ХДБІ. — Харків, 1960. — С. 37–38.
- Ашукін А. А. Принципи комплектування фондів радянських бібліотек: лекція для студентів заоч.від. / А. А. Ашукін. — Харків: ХДБІ, 1961. — 12 с.
- Бібліотечні каталоги. Вип. 2. Класифікація творів друку. Систематичний каталог: метод. вказівки для студентів-заочників з курсу «Бібліотечні фонди і каталоги» / ХДБІ ; склав А. А. Ашукін. — Харків, 1961. — 55 с.
- Библиотечные каталоги. Вып 3. Предметный каталог: метод. указания для студентов заочного отд. по курсу «Библиотечные фонды и каталоги» / ХГБИ ; сост. А. А. Ашукин. — Харьков, 1962. — 20 с.
- Ашукін А. А. Бібліотечні фонди СРСР: лекція для студентів заочного відділення / А. А. Ашукін. — Харків: ХДБІ, 1962. — 35 с.
- Ашукін А. А. Про програму з курсу бібліотечних фондів та каталогів / А. А. Ашукін // VIII звітно-наукова конференція. Підсумки наукової роботи за 1963 р. (12-14 лютого 1964 р.): програма і тези доповідей / ХДБІ. — Харків, 1964. — С. 50–52.